# Baihetan-Talsperre
Die Baihetan-Talsperre (chinesisch 白鶴灘大壩 / 白鹤滩大坝, Pinyin Báihètan Dàbà) ist eine große Talsperre mit einem Wasserkraftwerk am Jinsha Jiang (chin. Bezeichnung für den Oberlauf des Jangtsekiang), in den Provinzen Sichuan und Yunnan im Südwesten von China. Das Bauwerk ist mit 289 m eine der höchsten Talsperren der Erde; und es könnte möglicherweise, am Volumen des Bauwerks gemessen, das drittgrößte in China und das viertgrößte der Erde sein. Die Vorbereitungen für die Bauarbeiten fanden 2010 statt; das Bauwerk wurde planmäßig 2022 fertiggestellt. Am 28. Juni 2021 wurden anlässlich des 100. Jahrestages der Kommunistischen Partei Chinas die ersten Einheiten in Betrieb genommen, am 20. Dezember 2022 ging der 16. und letzte Maschinensatz in Betrieb.
Die installierte Gesamtleistung des Wasserkraftwerks beträgt ca. 16.000 MW, die mit 16 Generatoren zu je 1 GW erzeugt werden. Damit ist es das zweitgrößte Wasserkraftwerk der Erde nach dem Drei-Schluchten-Damm und vor Itaipú (vgl. Liste der größten Wasserkraftwerke der Erde).
Etwa 67.000 Menschen mussten für das Projekt umgesiedelt werden.